# Mike Büskens
Michael „Mike“ Büskens (* 19. März 1968 in Düsseldorf) ist ein ehemaliger deutscher Fußballspieler und heutiger -trainer.

## Spielerkarriere
Büskens’ erster Verein als Jugendspieler war DSC Alemannia Düsseldorf, für die er von 1974 bis 1981 gespielt hatte, bevor er zu Fortuna Düsseldorf wechselte. Von 1986 bis 1987 spielte er für den VfL Benrath, bevor er wieder zu Fortuna Düsseldorf zurückkehrte. Dort gab er am 18. Februar 1989 in der 2. Bundesliga sein Profidebüt im Spiel gegen den FC Schalke 04. Am Ende der Saison stieg er mit Fortuna Düsseldorf in die 1. Bundesliga auf. Nachdem er fünf Jahre für den Verein gespielt hatte, wechselte er 1992 zum Ligakonkurrenten FC Schalke 04. Hier hatte er seine erfolgreichste Zeit: Er gewann 1997 den UEFA-Cup sowie 2001 und 2002 den DFB-Pokal. In der Rückrunde der Saison 1999/2000 spielte er ein halbes Jahr auf Leihbasis für den MSV Duisburg, kehrte aber nach dem Abstieg des MSV Duisburg in die 2. Liga zum Erstligisten FC Schalke 04 zurück.
Zur Saison 2002/03 wurde Büskens spielender Co-Trainer der zweiten Mannschaft von Schalke 04 unter Trainer Gerhard Kleppinger. Aus gesundheitlichen Gründen bestritt er ab der Rückrunde der Saison 2003/04 kein Spiel mehr aktiv. Bis Ende 2005 unterzog er sich nach einem Riss der Patellasehne, den er bei einem Vorbereitungsspiel mit der U23 des FC Schalke 04 erlitt, sieben Knie-Operationen. Insgesamt wurde er zehnmal am Knie operiert. 2005 erlitt er nach einer Darminfektion eine lebensbedrohliche Sepsis, auf Grund derer er zwischenzeitlich künstlich beatmet wurde.

## Trainer- und Funktionärskarriere
Nachdem Kleppinger zur Saison 2005/06 als Trainer zurückgetreten war, übernahm Büskens den Trainerposten bei der zweiten Mannschaft von Schalke 04. Ab 13. April 2008 leitete er zusammen mit Youri Mulder als Interimstrainer die Profimannschaft. Nach Ende der Saison 2007/08 rückten Büskens und Mulder wieder ins zweite Glied und unterstützen ab dem 1. Juli 2008 den neuen Trainer Fred Rutten als Co-Trainer. Nach Ruttens Beurlaubung am 26. März 2009 leitete Büskens mit Mulder und Oliver Reck bis zum Arbeitsbeginn des neuen Trainers Felix Magath das Training der ersten Schalker Mannschaft. Da Magath seine beiden Co-Trainer Seppo Eichkorn und Bernd Hollerbach vom VfL Wolfsburg mitgebracht hatte, verließ Büskens den FC Schalke 04 nach der Saison 2008/09.
Vom 27. Dezember 2009 an war Büskens als Nachfolger von Benno Möhlmann Cheftrainer bei der SpVgg Greuther Fürth. Nach 15 Jahren Zugehörigkeit zur 2. Bundesliga stieg die Mannschaft 2012 unter seiner Führung erstmals in die Bundesliga auf. Kurz danach verlängerte Büskens seine Vertragslaufzeit bei den Fürthern bis 2013. Am 20. Februar 2013 wurde er beurlaubt. Zu diesem Zeitpunkt stand der Aufsteiger nach 22 Spielen mit 12 Punkten auf dem letzten Tabellenplatz.

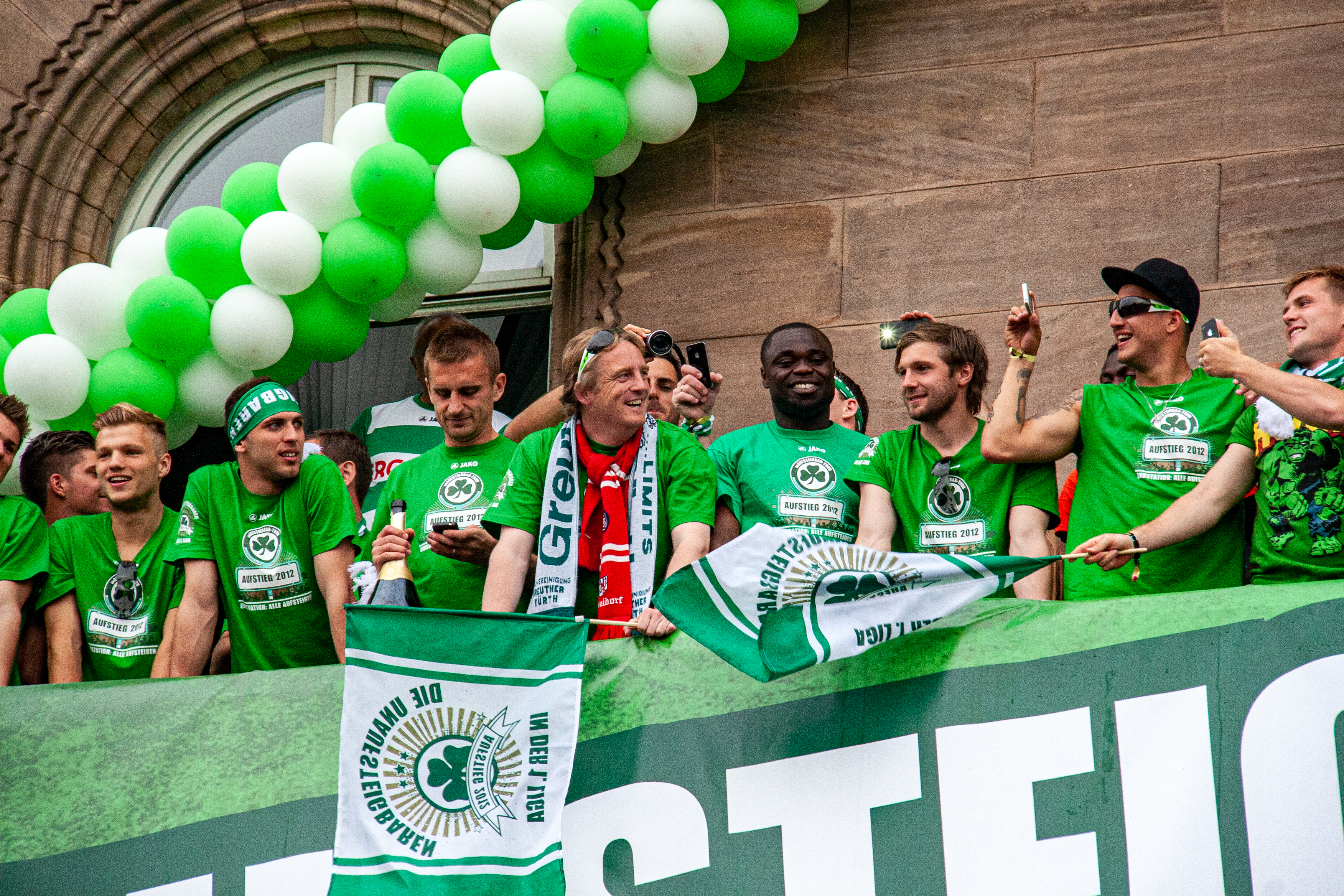
Mike Büskens mit Gerald Asamoah bei der Aufstiegsfeier der Spielvereinigung Fürth in die 1. Bundesliga, April 2012

Zur Saison 2013/14 übernahm Büskens die Zweitligaelf von Fortuna Düsseldorf. Er unterschrieb einen bis zum 30. Juni 2015 laufenden Vertrag. Am 30. November 2013 wurde er beurlaubt; die Fortuna stand zu diesem Zeitpunkt auf dem 15. Tabellenplatz in der 2. Bundesliga.
Am 23. Februar 2015 kehrte Büskens als Trainer zur SpVgg Greuther Fürth zurück. Nachdem die Spielvereinigung mit einem Punkt Vorsprung auf einen Abstiegsplatz den Klassenerhalt in der 2. Bundesliga erreicht hatte, beendete der Verein am 28. Mai 2015 die Zusammenarbeit mit Büskens.
Am 7. Juni 2016 übernahm Büskens die Trainerrolle beim österreichischen Rekordmeister SK Rapid Wien. Nach nur zwei Siegen aus den vorangegangenen zehn Bundesligapartien wurde er am 7. November 2016 im Anschluss an eine 0:1-Heimniederlage gegen den Wolfsberger AC beurlaubt. Rapid Wien stand zu diesem Zeitpunkt mit 20 Punkten auf dem fünften Tabellenplatz.
Beim DFB fand er im August 2018 eine Anstellung als Assistent von Michael Prus bei der U16-Nationalmannschaft.
Mitte März 2019 wurde Büskens interimsweise Co-Trainer des Interimstrainers Huub Stevens beim FC Schalke 04. Einen Tag nach der Ernennung gab der Verein bekannt, dass Stevens und Büskens die Mannschaft bis zum Ende der Spielzeit betreuen würden. Am 31. Oktober 2019 wurde Büskens erneut Koordinator für verliehene Spieler und internationale Aktivitäten des FC Schalke 04, übt aber parallel dazu weiterhin sein Amt beim DFB aus.
Am 18. Dezember 2020 übernahmen Stevens und Büskens nach der Freistellung von Manuel Baum erneut die Bundesligamannschaft, die nach dem 12. Spieltag der Saison 2020/21 mit 4 Punkten auf dem letzten Platz stand und saisonübergreifend seit 28 Spielen sieglos war, als Interimsduo. Nach einer Niederlage in der Bundesliga und einem Sieg im DFB-Pokal in den letzten beiden Spielen vor Weihnachten gaben sie die Mannschaft an den neuen Cheftrainer Christian Gross ab. Nachdem auch Gross nach dem 23. Spieltag freigestellt worden war, wurde Büskens Co-Trainer des neuen Cheftrainers Dimitrios Grammozis. Am Saisonende stieg der FC Schalke 04 als abgeschlagener Tabellenletzter in die 2. Bundesliga ab.
Anfang März 2022 übernahm Büskens die Mannschaft nach der Trennung von Grammozis interimsweise bis zum Ende der Saison 2021/22 als Cheftrainer, ehe er anschließend im neuen Trainerteam wieder als Assistent arbeiten soll. Der Absteiger stand zu diesem Zeitpunkt nach dem 25. Spieltag mit 41 Punkten auf dem 6. Platz und hatte nach bereits 8 Niederlagen jeweils 6 Punkte Rückstand auf den Relegations- und einen direkten Aufstiegsplatz. Durch 7 Siege in den folgenden 8 Spielen stand am 33. Spieltag der direkte Wiederaufstieg fest. Die Saison wurde schließlich mit 65 Punkten als Zweitligameister abgeschlossen. Trotz des Erfolgs entschied Büskens, nicht dauerhaft Cheftrainer bleiben zu wollen. Nach Ende der Saison 2023/2024 wurde Büskens als Co-Trainer entlassen.

## Erfolge
Als Spieler
- UEFA-Cup-Sieger: 1997 (FC Schalke 04)
- Deutscher Pokalsieger (2): 2001, 2002 (beide FC Schalke 04)
- Deutscher Zweitligameister und Aufstieg in die Bundesliga: 1989 (Fortuna Düsseldorf)
- Meister der Oberliga Westfalen und Aufstieg in die Regionalliga Nord: 2003 (FC Schalke 04 Amateure)

Als Trainer
- Deutscher Zweitligameister und Aufstieg in die Bundesliga (2): 2012 (SpVgg Greuther Fürth), 2022 (FC Schalke 04)

## Sonstiges
Büskens ist gelernter Koch. Er ist verheiratet und hat zwei Töchter.
Im Oktober 2012 wurde Büskens vom DFB mit der DFB-Medaille „Fair ist mehr“ für sein vorbildlich faires Verhalten ausgezeichnet, das sich laut DFB darin äußere, dass er „vor jedem Heimspiel der SpVgg Greuther Fürth die Spieler und Trainer der Gastmannschaft per Handschlag begrüßt“.
Von Juni 2015 bis Juni 2016 war Büskens im sportlichen Beirat des Schalker Aufsichtsrates, zuständig für die Beobachtung der ausgeliehenen Spieler.
Büskens betreibt eine Initiative mit dem Namen „Mike macht Meter“, die Spenden für soziale Projekte in Gelsenkirchen sammelt.